# Wolfgang Kießling
Wolfgang Kießling (* 26. November 1929 in Beierfeld; † 1. März 1999) war ein deutscher Historiker und Hochschullehrer.

## Leben
Wolfgang Kießling wurde 1948 Neulehrer und blieb bis 1960 in diesem Beruf. 1954 bestand er die Prüfung zum Diplom-Fachlehrer für Geschichte am Deutschen Pädagogischen Zentralinstitut in Berlin. 1960 wurde Kießling wissenschaftlicher Mitarbeiter am Institut für Marxismus-Leninismus beim ZK der SED (IML). Bis 1964 arbeitete er beim dortigen Sektor Geschichte der örtlichen Arbeiterbewegung, 1964 wurde er Redakteur, 1974 stellvertretender Chefredakteur der Zeitschrift Beiträge zur Geschichte der Arbeiterbewegung. Die Promotion erfolgte 1967 bei Walter Wimmer und Heinz Geggel mit einer Arbeit zum Thema Das Werden und Wachsen der Bewegung „Freies Deutschland“ in Mexiko und des Lateinamerikanischen Komitees der Freien Deutschen unter Führung der Parteiorganisation der KPD in Mexiko (1941–1943), die Promotion B bei Werner Mittenzwei, Klaus Jarmatz und Helma Richter im Juli 1979 zum Thema Exil in Lateinamerika. Seit September 1982 lehrte Kießling als ordentlicher Professor für die Geschichte der deutschen Arbeiterbewegung an der Karl-Marx-Universität Leipzig. Nach der Wende wurde das IML in Institut für Geschichte der Arbeiterbewegung umbenannt und Kießling wissenschaftlicher Mitarbeiter. Von 1981 bis 1989 stand er der Freundschaftsgesellschaft DDR-Mexiko als Präsident vor.
Der Schwerpunkt seiner wissenschaftlichen Studien beschäftigt sich mit dem Exil deutscher Antifaschisten in Lateinamerika. Nach dem Wegfall der Beschränkungen der DDR beschäftigte er sich vorrangig mit bis dahin verschwiegenen Episoden aus der Welt der Nachrichtendienste.

## Ehrungen
- 1979: Vaterländischer Verdienstorden in Bronze
- 1982: Nationalpreis der DDR II. Klasse für Wissenschaft un Technik (im Kollektiv)
- 1989: Stern der Völkerfreundschaft in Silber

## Schriften (Auswahl)
- Alemania Libre in Mexiko. (Diss.) Akademieverlag der DDR, Berlin
- Exil in Lateinamerika. In der Reihe Kunst und Literatur im antifaschistischen Exil 1933–1945 Band 4 als Autor, hrsg. Werner Mittenzwei, Eike Middel, Wolfgang Kießling, Verlag Philipp Reclam, Leipzig 1980.
- Ernst Schneller. Lebensbild eines Revolutionärs. Dietz Verlag, Berlin 1960. (weitere Auflagen 1972 und 1974)
- Viva Mexico. Brücken nach Mexiko. - Tradition einer Freundschaft. Dietz Verlag, Berlin 1989, ISBN 978-3-320-01301-1
- Partner im Narrenparadies. Der Freundeskreis um Noel Field und Paul Merker. Dietz Verlag, Berlin 1994, ISBN 978-3-320-01857-3
- Paul Merker in den Fängen der Sicherheitsorgane Stalins und Ulbrichts. Forscher- und Diskussionskreis DDR-Geschichte, Berlin 1995. Reihe: Hefte zur DDR-Geschichte, 25
- In den Mühlen der großen Politik. Heinrich Mann, Paul Merker und die SED. Forscher- und Diskussionskreis DDR-Geschichte, Berlin 1996. Reihe: Hefte zur DDR-Geschichte, 36
- Spurlos verschwunden? Tod ohne Leiche. Der Fall des Reichsbahnchefs Willi Kreikemeyer, 11-teilige Artikelserie, erschienen in den Wochenendausgaben der Jungen Welt vom 22./23. Juni bis 31. August/1. September 1996
- Willi Kreikemeyer, der verschwundene Reichsbahnchef. Forscher- und Diskussionskreis DDR-Geschichte, Berlin 1997. Reihe: Hefte zur DDR-Geschichte, 42
- Leistner ist Mielke. Schatten einer gefälschten Biographie. Aufbau Taschenbuch, Berlin 1998, ISBN 3-7466-8036-0
- Absturz in den kalten Krieg. Rudolf und Leo Zuckermanns Leben... Forscher- und Diskussionskreis DDR-Geschichte, Berlin 1999. Reihe: Hefte zur DDR-Geschichte, 57

## Hörspiele
- 1970: Es gibt nur einen Weg (Hörszenen aus dem Leben des jungen Wladimir Iljitsch Lenin) – Regie: Maritta Hübner (Kinderhörspiel – Rundfunk der DDR)
- 1971: Allüberall, wo Menschen sind – Regie: Maritta Hübner (Kinderhörspiel – Rundfunk der DDR)
- 1971: Nicht Wolken – noch Wind – Regie: Maritta Hübner (Kinderhörspiel – Rundfunk der DDR)